# Mario Vogt
Mario Vogt (Stuttgart, 17 januari 1992) is een Duits voormalig wielrenner.

## Carrière
In 2008 werd Vogt Duits kampioen op de weg bij de nieuwelingen. Twee jaar later werd hij tweede in het eindklassement van de Driedaagse van Axel. In datzelfde jaar won hij twee etappes en het eindklassement in de Ronde van Valromey. Daarnaast wist hij in 2010 de eerste etappe in de Ronde van Nedersaksen op zijn naam te schrijven en zegevierde hij in het eindklassement van de Rothaus Regio-Tour. Zijn volgende zege liet vier jaar op zich wachten, hoewel hij met een derde plaats in het eindklassement van de GP Rüebliland in september 2010 dichtbij kwam. In 2014 won hij zowel het berg- als het jongerenklassement van de Memorial im. J. Grundmanna J. Wizowskiego. In 2016 werd hij nationaal klimkampioen en won hij met zijn ploeg het Duits kampioenschap ploegentijdrijden. In de Ronde van de Filipijnen in 2017 won hij het bergklassement.
In maart 2018 won Vogt de eerste etappe in de Ronde van Cartier, voor Onur Balkan en Jawhen Sobal.
Hij was nadien in 2022 en 2023 actief als ploegleider bij Bike Aid.

## Overwinningen
2008
 Duits kampioen op de weg, Nieuwelingen
2010
1e en 4e Ronde van Valromey
Eindklassement Ronde van Valromey
1e etappe Ronde van Nedersaksen, Junioren
Rothaus Regio-Tour
2014
Berg- en jongerenklassement Memorial im. J. Grundmanna J. Wizowskiego
2016
 Duits klimkampioen
 Duits kampioen ploegentijdrijden, Elite
2017
Bergklassement Ronde van de Filipijnen
2018
1e etappe Ronde van Cartier
2019
Eindklassement Ronde van Iskandar Johor
2e en 5e etappe Ronde van de Filipijnen
Puntenklassement Ronde van de Filipijnen

## Ploegen
- 2011 –  Team Heizomat
- 2012 –  Team Specialized Concept Store
- 2013 –  Rad-net Rose Team
- 2014 –  Rad-net Rose Team
- 2015 –  Rad-net Rose Team
- 2016 –  Rad-net Rose Team
- 2017 –  Attaque Team Gusto
- 2018 –  Team Sapura Cycling
- 2019 –  Team Sapura Cycling

Donohoe · Guy · Hill · Huang · Kalma · Kerkez · Kranjec · Lavrič · Lu · Paulič · Sajnok · Vogt
Abdul Halil · Azman · Cahyadi · Ewart · Misbah · Niño · Othman · Page · Pérez · Saharil · Vogt · Zakaria · Zariff